# Nightwatch - Il guardiano di notte
Nightwatch - Il guardiano di notte (Nightwatch) è un film del 1997 diretto da Ole Bornedal, remake statunitense del film danese Il guardiano di notte (Nattevagten) del 1994, anch'esso diretto da Bornedal.

## Trama
Martin è uno studente in legge che accetta, per guadagnare qualche soldo, un posto di guardiano notturno presso un obitorio. Allo stesso momento un serial killer terrorizza la città, uccidendo delle prostitute; i cadaveri vengono naturalmente portati in obitorio e il ragazzo comincia ad essere testimone di alcuni strani avvenimenti. Le testimonianze di Martin non vengono credute da un medico con cui si interfaccia e che vorrebbe farlo licenziare, tuttavia l'ispettore locale prende il ragazzo in simpatia e gli rivela perfino alcuni elementi relativi alle indagini. Nel frattempo il ragazzo porta avanti una serie di scommesse con l'amico James, il che lo porta ad uscire a cena con una prostituta che conosceva una delle vittime del killer.
Quando quella prostituta viene aggredita e uccisa dall'assassino, Martin diventa il principale sospettato. Nonostante la sua fidanzata Katherine abbia scoperto l'avventura con la prostituta, la ragazza è comunque convinta della sua innocenza: Martin e l'amico James si erano infatti scambiati i nomi durante l'incontro con la prostituta, dunque il fatto che il nome "Martin" sia stato scritto sul muro con il sangue della ragazza dimostra soltanto che qualcuno sta cercando di incastrarlo. Il vero assassino è in realtà l'ispettore, che dopo aver conquistato la fiducia di Martin sta cercando di incastrarlo: l'uomo rapisce sia Martin che la sua fidanzata e sta quasi per ucciderli, ma viene interrotto dal suo vice e James. Ne consegue una lotta: il killer riesce ad uccidere il vice e ad immobilizzare i ragazzi, tuttavia James riesce a liberarsi tagliandosi una mano e spara al killer. In seguito a questa disavventura, Martin sposa Katherine e James sposa la sua ragazza Marie.

## Produzione
In seguito al grande successo ottenuto da Il guardiano di notte, lo stesso regista di tale pellicola fu incaricato di girarne un remake a Hollywood da parte della Dimension Films (a sua volta una componente della Miramax). Per la produzione del film sono stati investiti 10 milioni di dollari.
La produzione ha richiesto che alcuni elementi del film originale venissero edulcorati: ad esempio nella scena del ristorante, mentre nel film originale veniva richiesto alla prostituta di praticare del sesso orale a Martin, nel remake le viene richiesto di masturbarlo.

## Distribuzione
Sebbene la sua pubblicazione fosse inizialmente prevista per il 1996, l'opera è stata infine rimandata al 1997.

## Accoglienza

### Pubblico
Il film ha incassato 1,3 milioni di dollari al botteghino statunitense.

### Critica
Sull'aggregatore Rotten Tomatoes il film riceve il 28% delle recensioni professionali positive con un voto medio di 5,6 su 10 basato su 29 critiche. Molti critici hanno sottolineato come l'opera segua un canovaccio più convenzionale rispetto all'originale, che costruisce l'atmosfera in maniera più graduale.